# 聞人惪行
聞人惪行（1512年—？），字元科，號越望，浙江紹興府餘姚縣人，民籍，明朝政治人物。

## 生平
嘉靖十六年（1537年）丁酉科浙江鄉試第十名舉人。嘉靖十七年（1538年）聯捷戊戌科會試第三十七名，登第二甲第四十名進士。授礼部主事，管誥敕房，二十一年九月升尚宝司司丞，仍兼翰林院五经博士，誥敕房办事如旧。二十八年降興化府同知。

## 家族
曾祖聞人籌，继室王氏为王華之妹，王阳明之姑，生聞人詮、聞人誾；祖父聞人言（1475年-？），字邦允，号雪庄，官四川建始縣主簿；祖母胡氏；父聞人莊，母徐氏；繼母鄭氏。重庆下。弟惪容、惪業、惪教、惪隆、惪化、惪政、惪敷、惪應。